# Subtonal
Subtonal – projekt muzyczny muzyki electro wydany nakładem niemieckiej wytwórni Elektrolux. Poniżej dyskografia projektu, z której najbardziej ceniony jest utwór xenharmonic z 1999 roku.

## Subtonal - Dark Distortion (1998)
- 01. silent noise
- 02. alien discotheque
- 03. plunge
- 04. harc
- 05. cage
- 06. drama
- 07. seeshell
- 08. nightfall
- 09. inside
- 10. emotive
- 11. drone

## Subtonal - Imploding Thoughts EP (1999)
- 01. xenharmonic
- 02. engine
- 03. brainsync

## Subtonal - Electricite de Nuit (2002)
- 01. electricite de nuit
- 02. articulation
- 03. bipolar
- 04. deep sea diving
- 05. centennial
- 06. please leave
- 07. enter the room
- 08. pursuers
- 09. in betweeen
- 10. drizzle
- 11. shibuya